# تايب 60
تايب 60 (60式装甲車 roku-maru-shiki-soukou-sha) هي حاملة أفراد مدرعة دخلت الخدمة في قوة الدفاع الذاتي اليابانية البرية في عام 1960.

## تطوير
بدأ العمل في عام 1956 بشأن تطوير حاملة أفراد مدرعة مجنزرة بالكامل (APC) لتجهيز قوة الدفاع الذاتي اليابانية البرية ، مع نموذجين أوليين تستكملهما كوماتسو (SU-I) وميتسوبيشي (SU-II) في عام 1957. كانت تايبي 60 أول ناقلة جند مدرعة تدخل الخدمة في اليابان بعد الحرب العالمية الثانية. وقد صممت في أواخر الخمسينات، وبدأ الإنتاج في عام 1960. ويقدر أن 755 ناقلة جنود مصفحة من هذا النوع بنيت قبل توقف الإنتاج في عام 1972.